# Władysław III Laskonogi

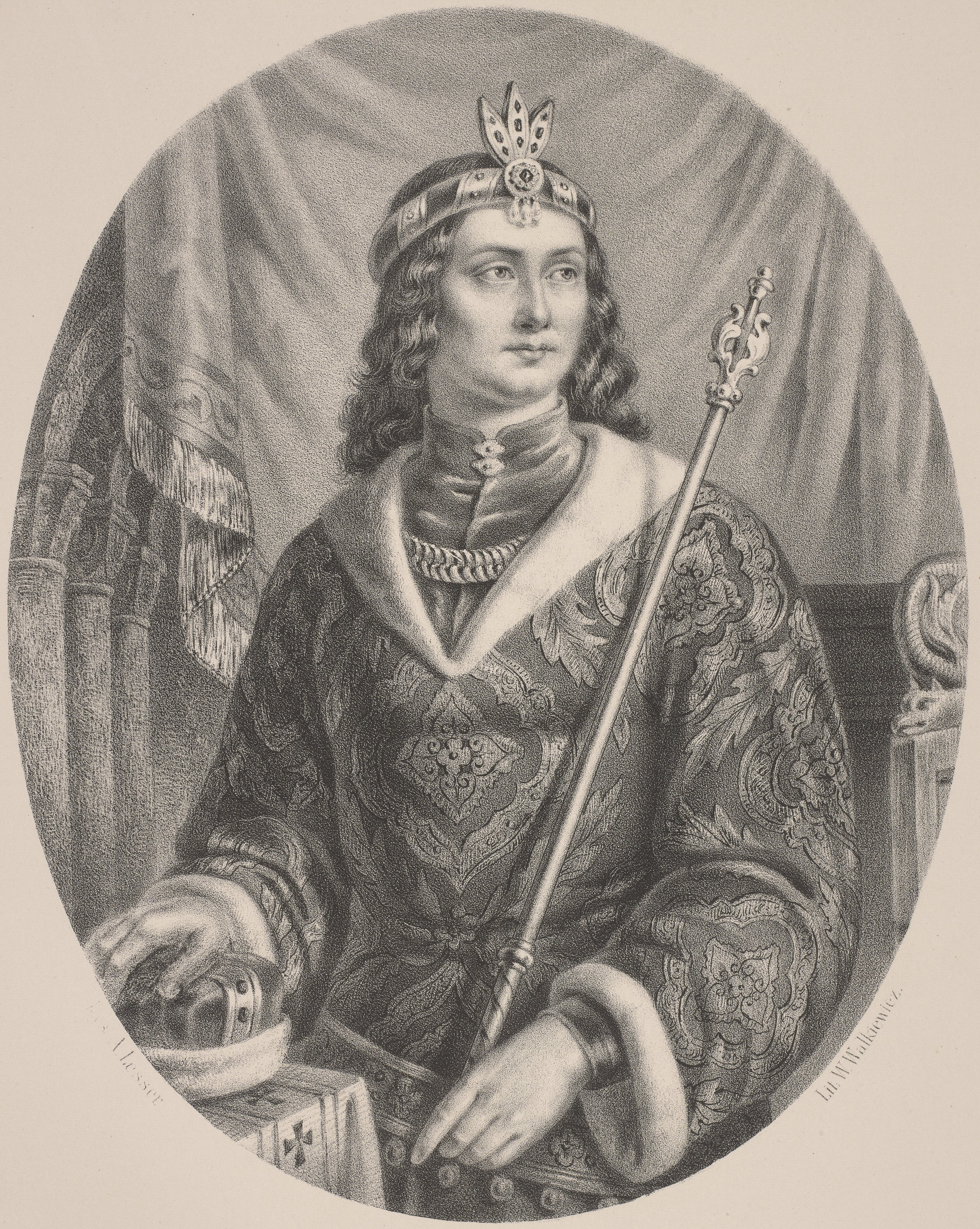
Władysław Laskonogi, grafika Aleksandra Lessera

Władysław III Laskonogi (ur. między 1161 a 1166, zm. 3 listopada 1231 w Środzie Śląskiej) – książę wielkopolski, w latach 1194–1202 w południowej Wielkopolsce, w latach 1202–1229 w Wielkopolsce, w latach 1202–1206, 1228–1229 książę krakowski, w 1206 oddał księstwo kaliskie Henrykowi I Brodatemu z linii śląskiej, 1206–1210 i 1218–1225 w Lubuszu, 1216–1217 tylko w Gnieźnie, choć według innych prawdopodobniejszych wersji oddał wtedy bratankowi tylko południowo-zachodnią Wielkopolskę.

## Genealogia i przydomek
Władysław III Laskonogi był trzecim i najmłodszym synem Mieszka III Starego i jego drugiej żony Eudoksji, księżniczki ruskiej, prawdopodobnie córki wielkiego księcia kijowskiego Izjasława II. Data jego narodzin określana jest na okres między 1161 a 1166 rokiem.
Władysław z przydomkiem „Laskonogi” występuje po raz pierwszy w Kronice Wielkopolskiej. Za kronikarzem Janem Długoszem przyjmuje się, że przydomek ten odnosił się do niezwykle długich, cienkich nóg Władysława.

## We współpracy z ojcem Mieszkiem III Starym
W źródłach książę po raz pierwszy pojawia się w 1168 na zjeździe w Jędrzejowie, gdzie jako kilkuletnie dziecko świadkował na dokumentach wydanych dla miejscowego klasztoru cystersów.
W 1177 lub 1179 razem z ojcem i starszym rodzeństwem został zmuszony na skutek buntu dotychczasowego księcia sandomierskiego Kazimierza Sprawiedliwego i najstarszego syna Mieszka III z pierwszego małżeństwa Odona do wyjazdu z kraju. Do Wielkopolski Władysław powrócił razem z rodziną w 1181 i, mimo osiągnięcia wieku sprawnego, nie otrzymał wówczas własnej dzielnicy.
Władysław ożenił się z Łucją, córką Jaromara I, księcia rugijskiego. Małżeństwo to, mające wzmocnić wpływy Mieszka III na Pomorzu Zachodnim, okazało się bezdzietne.
W 1194 zmarł przyrodni brat księcia Odon. Fakt ten umożliwił Władysławowi otrzymanie własnego działu w postaci księstwa położonego w południowo-zachodniej Wielkopolsce (nad rzeką Obrą). Formalnie Władysław sprawował tam jednak władzę jako opiekun małoletniego (ur. ok. 1190) bratanka Władysława Odonica.
Śmierć rok później kolejnego brata Bolesława uczyniła Laskonogiego jedynym następcą długowiecznego ojca. Książę zaangażował się wtedy w zdobyciu dla Mieszka III Starego tronu krakowskiego.

## Władysław Laskonogi księciem wielkopolskim i krakowskim
13 marca 1202 zmarł książę wielkopolski Mieszko III Stary. Umożliwiło to odpowiednio już przygotowanemu Władysławowi bez przeszkód objąć rządy w Wielkopolsce. Również w Małopolsce, dzięki poparciu udzielonemu przez wojewodę krakowskiego Mikołaja udało się najmłodszemu Mieszkowicowi bez przeszkód objąć tron krakowski. Kontrkandydatem do Krakowa był najstarszy syn Kazimierza Sprawiedliwego Leszek Biały. Propozycja ta jednak upadła, gdyż książę sandomierski opierał swoje rządy na wojewodzie Goworku, który był zaciętym wrogiem stronnictwa skupionego wokół Mikołaja.

## Utrata tronu w Krakowie
Na tronie krakowskim Władysław Laskonogi utrzymał się przez cztery lata, do 1206, gdy po śmierci czołowego stronnika władcy Wielkopolski, wojewody Mikołaja, do stolicy powrócił Leszek Biały. Przyczyną buntu było twarde egzekwowanie praw książęcych względem możnych i zaangażowanie uwagi księcia na Pomorzu. Część historyków fakt utraty księstwa krakowskiego przez Władysława przesuwa na okres wcześniejszy – ostatnie miesiące 1202. Z powodu braku źródeł do tego okresu trudno jednak fakty te zweryfikować.

## Plany przywrócenia zwierzchnictwa Polski nad Pomorzem. Zamiana Kalisza na Lubusz
Zainteresowanie Władysława III sprawami pomorskimi wiąże się z dwoma wydarzeniami. Pierwszym było uroczyste spotkanie księcia wielkopolskiego z królem duńskim Waldemarem II, podczas którego próbowano rozstrzygnąć sprawy sporne i ustalić strefy wpływów. Drugie wydarzenie to zaskakująca umowa z księciem śląskim Henrykiem I Brodatym, na mocy której nastąpiła zamiana ziemi kaliskiej (stanowiącej część ojcowizny Władysława Odonica) na ziemię lubuską, dzięki której łatwiej było prowadzić aktywną politykę nad Bałtykiem. Jednak już w 1209 Laskonogi utracił ziemię lubuską na rzecz margrabiego Dolnych Łużyc Konrada II (szwagra Laskonogiego), który pokonał księcia w bitwie pod Lubuszem. Zaniepokojony taką sytuacją Henryk Brodaty podczas kampanii prowadzonej między sierpniem 1210 a marcem 1211 odbił ziemię lubuską z rąk niemieckich, wykorzystując zamieszanie po śmierci margrabiego Konrada II (6 maja 1210) i spory o jego dziedzictwo między pozostałymi członkami rodziny Wettynów. Po zwycięstwie Henryk Brodaty na powrót przekazał ziemię lubuską Władysławowi Laskonogiemu.

## Bunt arcybiskupa Henryka Kietlicza i bratanka Władysława Odonica. Wygnanie ich z kraju
Oddanie Kalisza w obce ręce wywołało niezadowolenie Władysława Odonica, który uważał to miasto za część należnej mu ojcowizny. Młodemu Odonicowi (liczył w tym momencie ok. 16 lat) udało się uzyskać poparcie części możnych wielkopolskich i przede wszystkim metropolity gnieźnieńskiego Henryka Kietlicza, którzy pragnęli przy okazji zmusić Laskonogiego do reform, przywilejów dla Kościoła i ograniczenia władzy monarszej.
Powstanie, jakie wówczas wybuchło, nie było jednak zbyt dobrze przygotowane i obaj sprzymierzeńcy – Władysław Odonic i Henryk Kietlicz musieli się ratować ucieczką na dwór Henryka Brodatego. Również obłożenie Laskonogiego przez arcybiskupa w 1206 klątwą kościelną niewiele powstańcom pomogło, gdyż swego poparcia synowi Mieszka III udzielił biskup poznański Arnold II. Następnie książę Laskonogi został wyklęty także z polecenia papieża Innocentego III.

## Przyjęcie wygnańców na dworze we Wrocławiu. Odonic księciem kaliskim

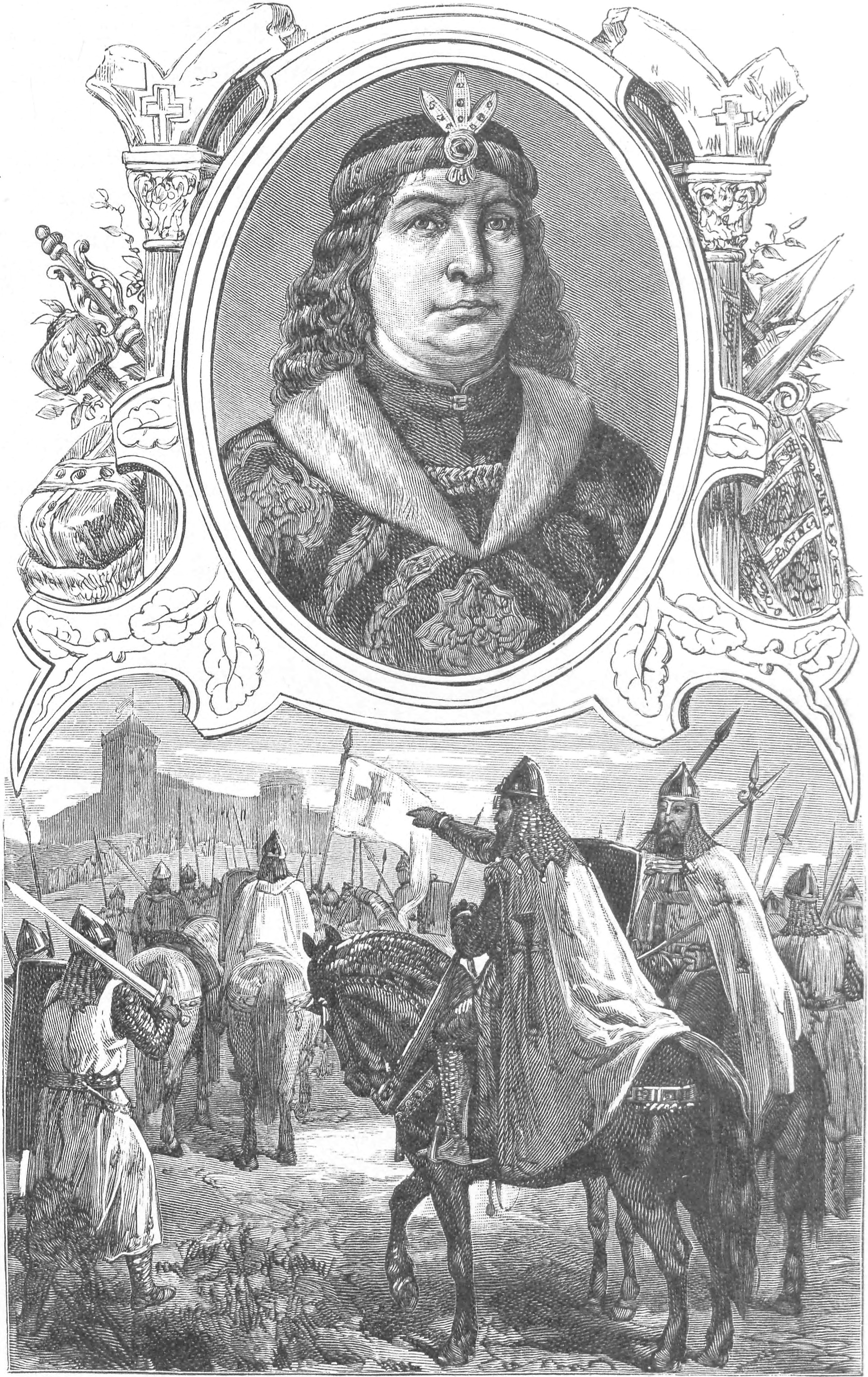
Władysław Laskonogi w cyklu Wizerunki książąt i królów polskich Ksawerego Pillatiego z 1888

Pewnym zaskoczeniem była reakcja na te wydarzenia księcia śląskiego Henryka I Brodatego, który nie tylko przyjął wygnańców, ale wyposażył Władysława Odonica w dopiero co nabyte księstwo kaliskie, które ten jednak miał zwrócić w przypadku otrzymania reszty ojcowizny tj. zapewne terenów położonych nad rzeką Obrą. W tym samym czasie metropolita udał się do Rzymu, gdzie osobiście interweniował u papieża Innocentego III. Protest złożony w Stolicy Apostolskiej, skutecznie zablokował próby odwołania klątwy podejmowane przez Władysława Laskonogiego. Papież polecił również pozostałym książętom polskim pomóc arcybiskupowi w powrocie do Gniezna.

## Zjazd w Głogowie. Pogodzenie się Władysława Laskonogiego z arcybiskupem
Mediacji między zwaśnionymi stronami podjął się Henryk Brodaty, który na Boże Narodzenie 1208 zaprosił obu książąt wielkopolskich, arcybiskupa, oraz biskupów wrocławskiego, lubuskiego i poznańskiego na zjazd do Głogowa. Udało się tam załatwić tylko spór Laskonogiego z hierarchią kościelną – Henryk Kietlicz w zamian za odwołanie ekskomuniki mógł powrócić do Wielkopolski, otrzymując także wynagrodzenie poniesionych strat. Konflikt stryja z bratankiem trwał natomiast nadal.

## Próba reaktywacji statutu Bolesława Krzywoustego. Zjazd w Borzykowej i epizodyczne rządy Mieszka Plątonogiego w Krakowie
W 1210 Laskonogi wsparł starania księcia raciborskiego Mieszka Plątonogiego o restytucję statutu Bolesława Krzywoustego. W tym momencie Władysław był zapewne najstarszym po Mieszku Piastowiczem, w związku z czym mógł z pewnością liczyć, że po rychłej śmierci sędziwego księcia raciborskiego otrzyma tytuł księcia seniora, wraz z upragnionym Krakowem. Według niektórych historyków starszy od Władysława był jednak Henryk Brodaty. Jest to o tyle prawdopodobniejsze, że papież Innocenty III w wydanej przez siebie 9 czerwca 1210 bulli nakazującej przestrzeganie statutu Krzywoustego, powołuje się na starania niewymienionego z imienia księcia śląskiego, a tylko Henryk I Brodaty używał takiego tytułu. Jakkolwiek by nie było, bulla papieska wywołała w Polsce ogromne zamieszanie.
W lipcu 1210 książę krakowski Leszek Biały, książę śląski Henryk Brodaty, mazowiecki Konrad i kaliski Władysław Odonic spotkali się wraz z duchownymi hierarchami w Borzykowej, by wyjaśnić zagadkową sprawę. Mieszko Plątonogi zamiast do Borzykowej wyruszył jednak wraz z wojskiem do Krakowa, gdzie wobec panującego tam zamieszania decyzyjnego udało się mu bez problemu zająć Wawel. Arcybiskup Kietlicz nie zamierzał jednak pogodzić się z zaistniałą sytuacją i uzyskawszy od młodych książąt słowa poparcia oraz dokumenty potwierdzające szeroki immunitet kościelny, rozpoczął starania w Rzymie o cofnięcie feralnej bulli. Zabiegi te odniosły sukces i kiedy w maju 1211 Mieszko Plątonogi zmarł, Leszek Biały mógł na powrót zasiąść na tronie krakowskim. Zamierzenia starszego pokolenia zakończyły się niepowodzeniem.

## Wzrost znaczenia arcybiskupa Henryka Kietlicza. Władysław Odonic księciem w południowej Wielkopolsce
W 1215 pozycja Władysława Laskonogiego uległa dalszemu osłabieniu w wyniku wzrostu potęgi arcybiskupa. Henryk Kietlicz wsparty postanowieniami Soboru Laterańskiego IV i kolejnym zjazdem z książętami juniorami odbytym w Wolborzu, gdzie Leszek Biały, Konrad mazowiecki, Władysław Odonic i Kazimierz I opolski wydali wielki przywilej immunitetowy dla kościoła, wystosował do księcia wielkopolskiego żądanie wydzielenia dla Władysława Odonica należnej mu ojcowizny. Ostatecznie, w roku 1216, Laskonogi nie chcąc ryzykować zbrojnej konfrontacji oddał Odonicowi dzielnicę należącą wcześniej do jego ojca (trwają spory historyków o jakie terytorium chodziło, najprawdopodobniej była to część południowej Wielkopolski leżąca nad Obrą, choć część historyków uważa, że młody Władysław otrzymał wówczas całą dzielnicę poznańską i to łącznie ze stołecznym grodem). Porozumienie stryja z bratankiem zostało poparte bullą papieża Honoriusza III z 9 lutego 1217. Nastąpiło również oficjalne pogodzenie księcia z arcybiskupem, który otrzymał od Laskonogiego przywilej wystawiony na związany z nim klasztor cystersów w Łeknie.

## Upadek potęgi arcybiskupa. Powstanie trójsojuszu książąt piastowskich – Władysław Laskonogi, Henryk Brodaty i Leszek Biały
Zawarty w 1216 kompromis wytrzymał próbę czasu przez niespełna rok. Ambitny arcybiskup swą dumną postawą skutecznie bowiem zniechęcił do swojej polityki kolejnych książąt piastowskich. Jego znaczenie zmalało zaś dodatkowo po klęsce polityki papieża Honoriusza III.
W 1217 doszło do zawarcia przez dotychczasowych antagonistów Leszka Białego i Władysława Laskonogiego znamiennego układu o przeżycie, na mocy którego obaj władcy niemający wówczas męskich potomków zapowiedzieli wzajemne dziedziczenie posiadłości. Umowa ta w oczywisty sposób godziła w księcia kaliskiego Władysława Odonica, najbliższego krewnego Laskonogiego.

## Usunięcie Władysława Odonica z kraju. Kwestia podjęcia przez Laskonogiego współpracy w ramach trójsojuszu
W tym samym roku książę wielkopolski zyskując życzliwą neutralność ze strony Henryka Brodatego zdecydował się rozwiązać ostatecznie konflikt z Odonicem i uderzył na dzielnicę bratanka, zmuszając go do ucieczki z kraju. Do formalnego zawiązania układu sojuszniczego Laskonogiego i Brodatego (stanowiącego uzupełnienie podobnego układu z Leszkiem) doszło w końcu 1217 lub na początku 1218, podczas zjazdu w nadgranicznym Sądowlu, dzięki pośrednictwu biskupa poznańskiego Pawła i lubuskiego Wawrzyńca. Z nieznanych przyczyn treść zawartego układu korzystna była wyłącznie dla księcia Wielkopolski, który nie tylko uzyskał zgodę na zagarnięcie dzielnicy Odonica (do której części tj. Kalisza, w myśl układu z 1206, mógł zgłosić swoje pretensje książę śląski), ale odzyskiwał również przy okazji (na zasadzie dożywocia) Lubusz, stracony w 1209 na rzecz margrabiego Łużyc Konrada (ziemia lubuska w rękach margrabiego łużyckiego pozostała tylko przez niecały rok, gdyż już w 1210 zdobył ją dla siebie Henryk Brodaty). Być może księciu śląskiemu chodziło o stworzenie jednego frontu książąt polskich ponad ich partykularnymi interesami. Porozumienie z Sądowla zostało zatwierdzone specjalną bullą papieską z 9 maja 1218, co dodatkowo załamało arcybiskupa Kietlicza.
Pierwszym sprawdzianem działania trójsojuszu (tj. książąt Laskonogiego, Brodatego i Leszka Białego) była śmierć w 1219 wielkiego przegranego – metropolity Henryka Kietlicza i wspólny wybór na stanowisko arcybiskupa kanclerza Wincentego z rodu Niałków, jednego z najbliższych współpracowników księcia wielkopolskiego.

## Usadowienie się Władysława Odonica w północno-wschodniej Wielkopolsce. Wycofanie się władcy Wielkopolski z ogólnopolskich działań
Pomimo tylu korzyści Władysław Laskonogi nie wziął udziału w ogólnopolskiej akcji skierowanej przeciwko pogańskim Prusom. Powodem tego było ponowne uaktywnienie się bratanka księcia, który korzystając z gościny panującego na Pomorzu Gdańskim Świętopełka II (był on formalnie namiestnikiem tej prowincji z ramienia Leszka Białego) podjął podjazdową walkę przeciwko władzy stryja. Sytuacja uległa pogorszeniu kiedy w październiku 1223 korzystając z zaskoczenia Odonicowi udało się opanować pograniczny gród Ujście nad Notecią, a wkrótce potem (w 1225) sąsiednie Nakło.
Co gorsza, zacięte walki obu Władysławów doprowadziły w 1225 do ponownej utraty Lubusza, zagarniętego przez landgrafa Turyngii Ludwika IV, który skorzystał z zaabsorbowania Laskonogiego w innej części Wielkopolski i zajął ten ważny nadgraniczny gród.

## Nowy etap walki Laskonogiego z bratankiem. Klęska pod Ujściem
Do decydujących starć zbrojnych między stryjem a bratankiem doszło w 1227, kiedy Odonicowi nie tylko udało się przetrwać oblężenie Ujścia przez wojska Laskonogiego, ale dodatkowo śmiałym wypadem pokonał on 15 lipca oddziały dowodzone przez wojewodę księcia wielkopolskiego Dobrogosta.
W tym momencie wydawało się, że Władysław Odonic jest już panem sytuacji w Wielkopolsce. Do gry włączył się wówczas niespodziewanie władca gdański Świętopełk II, który złamał dotychczasowy sojusz z młodszym z Władysławów i zajął należący do niego gród w Nakle. Jednocześnie Świętopełk II ogłosił się księciem i wypowiedział posłuszeństwo księciu krakowskiemu Leszkowi Białemu.

## Zjazd w Gąsawie i śmierć Leszka Białego
Wytworzenie się nowej sytuacji w Wielkopolsce i na Pomorzu skłoniło Leszka do zwołania na dzień świętego Marcina do malutkiej miejscowości Gąsawy zjazdu książąt i możnych, gdzie miano przedyskutować problem i przedsięwziąć dalsze kroki. Na zjazd oprócz inicjatora Leszka Białego przybyli: jego brat Konrad mazowiecki, książę śląski Henryk Brodaty, Władysław Odonic (jego obecność nie jest pewna), cały ówczesny episkopat Polski i liczni przedstawiciele rodów możnowładczych. Z nieznanych przyczyn w Gąsawie nie pojawił się Władysław Laskonogi, choć możemy przypuszczać, że jego interesów doglądali tam arcybiskup Wincenty Niałek i biskup poznański Paweł. Nikt nie spodziewał się tragedii, do której doszło rankiem z 23 na 24 listopada, gdy na odpoczywających książąt napadli Pomorzanie Świętopełka i zamordowali w pobliskim Marcinkowie uciekającego Leszka, oraz ciężko ranili Henryka Brodatego. Źródła i historiografia winnym morderstwa jednoznacznie uznały Świętopełka Pomorskiego. Część historyków widzi jednak współwinnym także Władysława Odonica, który miał przekazywać ze zjazdu informacje dotyczące planów rozmawiających książąt (uniewinnia go w swojej najnowszej pracy Tomasz Jurek). Zastanawiająca jest w tym wypadku wynikła nagle w 1227 wrogość pomiędzy księciem pomorskim a Odonicem, w związku z zagarnięciem przez Świętopełka grodu w Nakle. Według zwolenników tezy o współudziale Władysława Odonica w zbrodni, sprawa Nakła miała zadanie zmylić wiecujących książąt co do prawdziwych intencji syna Odona i Świętopełka. Możliwe są również inne wersje wydarzeń, a z powodu szczupłości i niejednoznaczności źródeł wśród ewentualnych oskarżonych jest również Władysław Laskonogi, który ze śmierci Leszka Białego odniósł, nie licząc Świętopełka, największe korzyści. W tym kontekście fakt że nie wziął on udziału w rozmowach jest niezwykle interesujący (o szczegółach dotyczących zjazdu i odbytych tam wydarzeń zobacz: zbrodnia gąsawska).

## Władysław Laskonogi ponownie księciem krakowskim. Dalszy etap zmagań z bratankiem
Jak by nie było, tragedia gąsawska pozwoliła Władysławowi Laskonogiemu przejść do ofensywy. Na początku następnego roku książę wielkopolski w nieznanej historykom bitwie pokonał bratanka biorąc go do niewoli. Następnie Laskonogi udał się do Małopolski, gdzie upomniał się o tron krakowski należny mu zgodnie z zawartą w 1217 umową o przeżycie z Leszkiem Białym. Wprawdzie książę krakowski zostawił rocznego syna Bolesława, ale wiadomo było, że do czasu osiągnięcia przez niego pełnoletniości tron obejmie ktoś inny. Jednocześnie z Władysławem Laskonogim pretensje do Małopolski zgłosił także rodzony brat Leszka Konrad mazowiecki. Formalnej elekcji nowego panującego dokonano na wiecu w Wiślicy 5 maja 1228, gdzie większość możnowładców zgromadzona wokół biskupa krakowskiego Iwo Odrowąża, wojewody krakowskiego Marka Gryfity i wojewody sandomierskiego Pakosława Starego Awdańca opowiedziała się za kandydaturą Władysława odrzucając propozycje Konrada.

## Zjazd w Cieni. Laskonogi formalnie pierwszym władcą elekcyjnym
Nie był to jednak wybór bezwarunkowy, gdyż Władysław Laskonogi musiał następnie wydać podczas wiecu z biskupami i możnymi w Cieni w 1228 dwa istotne dokumenty. W pierwszym książę wielkopolski zapewniał nienaruszalność immunitetów kościelnych i częściowo nawet je rozszerzał. W drugim adoptował syna Leszka Białego Bolesława, nad którym przejmował formalną opiekę, czyniąc go przy okazji sukcesorem we wszystkich swoich posiadłościach. Jednocześnie zobowiązał się nie wprowadzać żadnych nowych praw bez zgody małopolskich świeckich i duchownych możnowładców. W ten sposób władza monarsza w Polsce, po raz pierwszy została poddana ograniczeniom na rzecz społeczeństwa. Bezpośrednie rządy Laskonogi objął tylko w ziemi krakowskiej, nad Sandomierszczyzną władzę przejęła regencja kierowana faktycznie przez matkę Bolesława Grzymisławę, choć formalnie i tej krainy księciem zwierzchnim pozostał Władysław.

## Oddanie Małopolski Henrykowi Brodatemu jako namiestnikowi
Niestety, wkrótce sytuacja geopolityczna Władysława uległa znacznemu pogorszeniu. Z więzienia wydostał się i na nowo podjął walkę ze stryjem Władysław Odonic, co sprawiło, że książę wielkopolski nie mógł przygotować się do spodziewanej inwazji Konrada mazowieckiego na Małopolskę. Z tego też względu zdecydował się za zgodą panów krakowskich (głównie za takim rozwiązaniem byli Odrowążowie i Gryfici) przekazać rządy w Krakowie księciu śląskiemu Henrykowi Brodatemu. Nie miały to być jednak rządy suwerenne, Brodaty obejmował bowiem w Małopolsce władzę tylko jako namiestnik. Ustępstwem ze strony Laskonogiego była zapewne obietnica dziedziczenia całości spadku po sobie książętom śląskim, co było zresztą złamaniem postanowień zawartych w Cieni, gdzie książę czynił następcą syna Leszka Białego Bolesława V.

## Wojna na dwa fronty z Konradem mazowieckim i Władysławem Odonicem
Atak wojsk Konrada na Małopolskę nastąpił latem 1229. Wyprawa nie przyniosła jednak sukcesu, gdyż książę mazowiecki dał się zaskoczyć synowi Henryka Brodatego Henrykowi Pobożnemu i doznał porażki pod Skałą. Konrad jednak nie rezygnował i w roku następnym ponownie podjął działania zbrojne. Tym razem z lepszym skutkiem, zwłaszcza że na wiecu w Spytkowicach udało się podstępnie pochwycić i wywieźć do Płocka Henryka Brodatego, co na tyle skutecznie sparaliżowało przeciwników brata Leszka Białego, że Konrad zdołał opanować większość Małopolski (wprawdzie Henryk dzięki wstawiennictwu żony księcia św. Jadwigi wyszedł wkrótce na wolność, lecz początkowo po jej odzyskaniu nie przejawiał dawnej energii). Nie bez znaczenia był też fakt przejścia na stronę księcia Mazowsza wojewody sandomierskiego Pakosława Awdańca i kasztelana wiślickiego Mściwoja Lisa (poparcie to jednak wkrótce stracił usuwając z Sandomierszczyzny rządy regencyjne Grzymisławy i bratanka Bolesława). Wkrótce potem Konrad sprzymierzył się z walczącym ze stryjem w Wielkopolsce Odonicem i korzystając z pomocy ruskiej usiłował zdobyć należący do Laskonogiego Kalisz. Książę wielkopolski zajęty walkami na północy z Odonicem, nie mógł przyjść grodowi z pomocą, na szczęście potężne mury wytrzymały i Konrad mazowiecki musiał się wycofać.

## Klęska Laskonogiego w Wielkopolsce. Ucieczka na Śląsk. Przekazanie prawa do spadku w Wielkopolsce i Małopolsce Henrykowi Brodatemu
Tymczasem walki w Wielkopolsce przyjęły dla Władysława Laskonogiego bardzo zły obrót. W bliżej nieznanych okolicznościach został on pokonany przez Odonica i zmuszony do ucieczki na Śląsk. Książę schronił się na dworze Kazimierza opolskiego w Raciborzu. Na dwór Henryków Śląskich wyjechał prawdopodobnie dopiero po śmierci księcia opolsko-raciborskiego, zapewne ponownie przekazując im prawa do spadku po sobie.

## Ostatnia próba powrotu do Wielkopolski
Na wiosnę 1231 Henryk Brodaty podjął jeszcze jedną i, jak się wkrótce miało okazać, ostatnią wyprawę w interesie Laskonogiego przeciwko Władysławowi Odonicowi. Wyprawa Ślązaków i Władysława Laskonogiego, mimo początkowych sukcesów i pozyskania biskupa poznańskiego Pawła oraz wielkopolskich rodów Nałęczów, Łabędziów i Niałków, skończyła się niepowodzeniem pod murami Gniezna, które nie zostało zdobyte.

## Zagadkowa śmierć i następstwo
Był to już ostatni akt działalności politycznej nieodrodnego syna Mieszka Starego. Według niepotwierdzonych przez inne źródła relacji cysterskiego zakonnika z Francji, Trois-Fontaines, liczący blisko siedemdziesiąt lat Władysław miał zginąć 18 sierpnia 1231 roku w Środzie Śląskiej a jego zabójczynią była niemiecka dziewczyna, broniąca się przed gwałtem. Skądinąd mamy jednak informacje o niegodnym księcia prowadzeniu się władcy Wielkopolski, skoro Jan Długosz pod 1229 rokiem zapisał, że jego poddani pogardzali nim z powodu „rozpusty i wszeteczeństw”.
Śmierć Władysława Laskonogiego dosięgła 3 listopada 1231 (występująca tylko u Jana Długosza propozycja 18 sierpnia, jako niepotwierdzona, jest przez historyków odrzucana). Nie wiadomo, gdzie został pochowany.
Część badaczy, opierając się na informacji, że książę zmarł na wygnaniu, sądzi, że Władysław Laskonogi został pochowany na Śląsku, być może w Raciborzu. Inni, opierający się na późnej tradycji, przyjmuje, że zwłoki Władysława złożono w klasztorze benedyktynów w Lubiniu.
Całość swojego dziedzictwa Władysław Laskonogi zostawił Henrykowi Brodatemu, co już wkrótce umożliwiło księciu śląskiemu opanowanie Małopolski i połowy Wielkopolski.

## Genealogia
| Bolesław III Krzywousty ur. 20 VIII 1086 zm. 28 X 1138 | Bolesław III Krzywousty ur. 20 VIII 1086 zm. 28 X 1138 |                                                               |                                                               | Salomea z Bergu ur. zap. 1099 zm. 27 VII 1144 | Salomea z Bergu ur. zap. 1099 zm. 27 VII 1144 |  |  | Izjasław II ur. 1096 zm. 13 XI 1154 | Izjasław II ur. 1096 zm. 13 XI 1154 |                                   |                                   | NN ur. ? zm. ? | NN ur. ? zm. ? |
|                                                        |                                                        |                                                               |                                                               |                                               |                                               |  |  |                                     |                                     |                                   |                                   |                |                |
|                                                        |                                                        |                                                               |                                                               |                                               |                                               |  |  |                                     |                                     |                                   |                                   |                |                |
|                                                        |                                                        | Mieszko III Stary ur. w okr. 1122–1125 zm. 13 lub 14 III 1202 | Mieszko III Stary ur. w okr. 1122–1125 zm. 13 lub 14 III 1202 |                                               |                                               |  |  |                                     |                                     | Eudoksja ur. ok. 1140 zm. po 1181 | Eudoksja ur. ok. 1140 zm. po 1181 |                |                |
|                                                        |                                                        |                                                               |                                                               |                                               |                                               |  |  |                                     |                                     |                                   |                                   |                |                |
|                                                        |                                                        |                                                               |                                                               |                                               |                                               |  |  |                                     |                                     |                                   |                                   |                |                |
|                                                        |                                                        |                                                               |                                                               |                                               |                                               |  |  |                                     |                                     |                                   |                                   |                |                |

|  |  |  |  | Władysław III Laskonogi (ur. w okr. 1161–1166, zm. 3 XI 1231) |